# Тиле, Аннекатрин
Аннекатрин Тиле (нем. Annekatrin Thiele; род. 18 октября 1984, Зангерхаузен, Галле) — немецкая гребчиха, выступает за сборную Германии по академической гребле начиная с 2004 года. Чемпионка летних Олимпийских игр в Рио-де-Жанейро, двукратная чемпионка мира, четырёхкратная чемпионка Европы, победительница многих регат национального и международного значения.

## Биография
Аннекатрин Тиле родилась 18 октября 1984 года в городе Зангерхаузен, ГДР. Заниматься академической греблей начала в 1994 году, проходила подготовку в Лейпциге в гребном клубе «Викинг» при Немецком институте физической культуры (DHfK).
Впервые заявила о себе в гребле в 2004 году, выиграв серебряную медаль в парных двойках на молодёжной регате в Познани. В следующем сезоне в парных четвёрках стала серебряной призёркой на молодёжном мировом первенстве в Амстердаме, дебютировала на взрослом Кубке мира.
Благодаря череде удачных выступлений удостоилась права защищать честь страны на летних Олимпийских играх 2008 года в Пекине — вместе с напарницей Кристиане Хут заняла в парных двойках второе место, уступив на финише только экипажу из Новой Зеландии, и тем самым завоевала серебряную олимпийскую медаль.
В 2009 году в двойках выиграла серебряную медаль на домашнем этапе Кубка мира в Мюнхене, в то время как в четвёрках получила бронзу на чемпионате мира в Познани.
В 2010 году в двойках парных взяла бронзу на этапе Кубка мира в Мюнхене, одержала победу на европейском первенстве в Монтемор-у-Велью и финишировала шестой на мировом первенстве в Карапиро.
На чемпионате мира 2011 года в Бледе показала шестой результат в одиночках. Помимо этого, добавила в послужной список серебряную и бронзовую награды, полученные в той же дисциплине на этапах Кубка мира в Мюнхене и Гамбурге соответственно.
Находясь в числе лидеров гребной команды Германии, благополучно прошла отбор на Олимпийские игры 2012 года в Лондоне — совместно с Кариной Бер, Юлией Рихтер и Бриттой Оппельт финишировала в парных четвёрках на второй позиции позади экипажа из Украины и тем самым получила ещё одну серебряную олимпийскую медаль. 
После лондонской Олимпиады Тиле осталась в составе немецкой национальной сборной на ещё один олимпийский цикл и продолжила принимать участие в крупнейших международных регатах. Так, в 2013 году в четвёрках она побеждала на всех соревнованиях, в которых принимала участие, в том числе на двух этапах Кубка мира, на чемпионате Европы в Севилье и на чемпионате мира в Чхунджу.
В 2014 году отметилась победами на двух этапах Кубка мира, была лучшей на мировом первенстве в Амстердаме, став таким образом двукратной чемпионкой мира по академической гребле.
В 2015 году в четвёрках выиграла международную регату в Бледе, три этапа Кубка мира, чемпионат Европы в Познани. При этом на чемпионате мира в Эгбелете получила серебро, уступив в финале гребчихам из США.
Одержав победу на домашнем европейском первенстве 2016 года в Бранденбурге, затем представляла страну на Олимпийских играх в Рио-де-Жанейро. В составе четырёхместного парного экипажа, куда также вошли гребчихи Карина Бер, Юлия Лир и Лиза Шмидла, обошла в финале всех своих соперниц и завоевала золотую олимпийскую медаль. За это выдающееся достижение 1 ноября 2016 года была награждена высшей спортивной наградой Германии «Серебряный лавровый лист».
В 2017 году выиграла бронзовую медаль в одиночках на европейском первенстве в Рачице, тогда как на мировом первенстве в Сарасоте была далека от попадания в число призёров.
На чемпионате мира 2018 года в Пловдиве заняла шестое место в одиночках.